# Te Tai Tokerau Māori
Los Te Tai Tokerau Māori («maoríes de la región del norte») son un grupo de iwis (tribus) maoríes que habitan en la península de Northland, en la Isla Norte de Nueva Zelanda. Incluye las iwi de Muriwhenua (Te Aupōuri, Ngāti Kahu, Ngāti Kurī, Te Pātū, Te Rarawa y Ngāi Takoto). También incluye a los Ngāpuhi y el iwi afiliado de Ngāti Hine. En ciertos lugares de la región, también incluye Whaingaroa, Ngāti Wai y Ngāti Whātua.
El rohe (áreas tribales) de estas iwis cubre la Región de Northland y la ciudad de Auckland.
Te Tai Tokerau es también una circunscripción electoral creada en 1996 para representar a los maoríes en la Cámara de Representantes de Nueva Zelanda (actualmente por el diputado Hone Harawira).